# Стівенсон (округ, Іллінойс)
Шаблон:StateAbbr_ 42°21′ пн. ш. 89°40′ зх. д. / 42.35° пн. ш. 89.67° зх. д.
Округ  Стівенсон (англ. Stephenson County) — округ (графство) у штаті  Іллінойс, США. Ідентифікатор округу 17177.

## Історія
Округ утворений 1837 року.

## Демографія
За даними перепису 
2000 року 
загальне населення округу становило 48979 осіб, зокрема міського населення було 29828, а сільського — 19151.
Серед мешканців округу чоловіків було 23612, а жінок — 25367. В окрузі було 19785 домогосподарств, 13471 родин, які мешкали в 21713 будинках.
Середній розмір родини становив 2,97.
Віковий розподіл населення поданий у таблиці:
| Стать    | До 15 років | 15-21 | 22-29 | 30-39 | 40-49 | 50-65 | 65-85 | Понад 85 |
| -------- | ----------- | ----- | ----- | ----- | ----- | ----- | ----- | -------- |
| Чоловіки | 5078        | 2297  | 2034  | 3455  | 3670  | 3826  | 2925  | 327      |
| Жінки    | 5044        | 2220  | 2078  | 3426  | 3756  | 4069  | 3912  | 862      |

## Суміжні округи
- Ґрін, Вісконсин — північ
- Віннебаґо — схід
- Оґл — південний схід
- Керролл — південний захід
- Джо-Дейвісс — захід
- Лафаєтт, Вісконсин — північний захід

## Виноски
1. ↑  US Decennial Census. US Census Bureau. Процитовано 8 липня 2014.
2. ↑  Historical Census Browser. University of Virginia Library. Архів оригіналу за 11 серпня 2012. Процитовано 8 липня 2014.
3. ↑  Population of Counties by Decennial Census: 1900 to 1990. US Census Bureau. Процитовано 8 липня 2014.
4. ↑  Census 2000 PHC-T-4. Ranking Tables for Counties: 1990 and 2000 (PDF). US Census Bureau. Процитовано 8 липня 2014.
5. ↑  State & County QuickFacts. US Census Bureau. Архів оригіналу за 6 серпня 2011. Процитовано 8 липня 2014. [Архівовано 2011-08-06 у Wayback Machine.](англ.) Наведено за англійською вікіпедією.
6. ↑  American FactFinder. Бюро перепису населення США. Архів оригіналу за 26 лютого 2012. Процитовано 31 січня 2008. [Архівовано 2008-05-21 у Wayback Machine.]

| США | Це незавершена стаття з географії США. Ви можете допомогти проєкту, виправивши або дописавши її. |